# Carl Hahn junior
Carl Horst Hahn (Chemnitz, 1º luglio 1926 – Wolfsburg, 14 gennaio 2023) è stato un dirigente d'azienda tedesco, presidente di Volkswagen dal 1982 al 1993.
Era il figlio di Carl Hahn senior, dirigente negli anni '20 e '30 e nuovamente negli anni '50 della Zschopauer Motorenwerke (DKW) e della Auto Union, subfornitrice (in seguito controllata) dell'Audi. Ha ricoperto la posizione di presidente emerito del collegio di sorveglianza di Audi AG.

## Biografia
Hahn studiò amministrazione d'impresa presso le università di Colonia e di Zurigo ed economia all'università di Bristol e alla Sorbona di Parigi. Conseguì inoltre un dottorato in economia presso l'università di Berna. Studiò per un anno all'università di Perugia italiano ed architettura, lavorando in seguito brevemente alla Fiat (tra il 1952 ed il 1953).
In seguito a questa esperienza lavorò per un anno a Parigi presso l'OECD, nella European Productivity Agency.
Nel 1954 Carl Hahn divenne assistente di Heinrich Nordhoff, General Manager della Volkswagenwerk GmbH. Questi promosse ben presto Hahn al ruolo di responsabile delle vendite dei mercati esteri.
Nel 1958 Hahn venne nominato direttore del Volkswagen Group of America, sostituendo Will van de Kamp e riuscì nell'intento di creare un solido mercato negli USA per la Volkswagen Typ 1 e il Transporter avvalendosi di originali ed efficaci campagne pubblicitarie, sviluppate in collaborazione con la Doyle Dane Bernbach. Si sposò con Marisa Lea Traina (1926-2013), cognata della scrittrice Danielle Steel, dalla quale ebbe quattro figli, tutti nati negli Stati Uniti. Hahn rimase negli Usa fino al 1965.
Hahn contribuì all'introduzione della Formula Vee in Europa, in collaborazione con Fritz Huschke von Hanstein.
Nel 1972, si trasferì alla Continental AG ad Hannover in qualità di direttore esecutivo. Ritornò nel 1982 alla VW come CEO. Durante il suo mandato si concretizzarono diverse operazioni strategiche di respiro internazionale. Nel 1982 venne siglato un accordo di cooperazione con la SEAT, seguito dall'ingresso di VW nel 1986 nella compagnia con una quota di maggioranza (nel 1990 la VW avrebbe acquisito la totalità della quote). Con la caduta della cortina di ferro la VW fu in grado di sottoscrivere un accordo di joint venture con la Škoda nel 1991, che portò alla creazione della Škoda automobilová a.s. Sotto l'egida di Hahn vennero inoltre gettate le basi della presenza della VW nel mercato cinese, con la creazione nel 1984 di una prima joint venture in collaborazione con la Shanghai Automotive Industry Corporation, la Shanghai Volkswagen (attualmente operativa con il nome SAIC Volkswagen), seguita nel 1991 dalla FAW-Volkswagen, sorta in seguito ad un accordo con la First Automobile Works. La VW non riuscì tuttavia a mantenere una posizione significativa nel mercato automobilistico nord americano (in un periodo contrassegnato dal ritiro di altri costruttori europei quali Fiat e Renault, causato dalla competizione delle case automobilistiche asiatiche), e a fronte di un significativo calo di vendite fu costretta a chiudere l'impianto di assemblaggio di Westmoreland nel 1988. Hahn inoltre promosse la creazione di impianti di produzione nella sua città di origine, Chemnitz (all'epoca nota come Karl-Marx-Stadt); tali sforzi avrebbero condotto alla creazione nel 1990 della Volkswagen Sachsen GmbH.

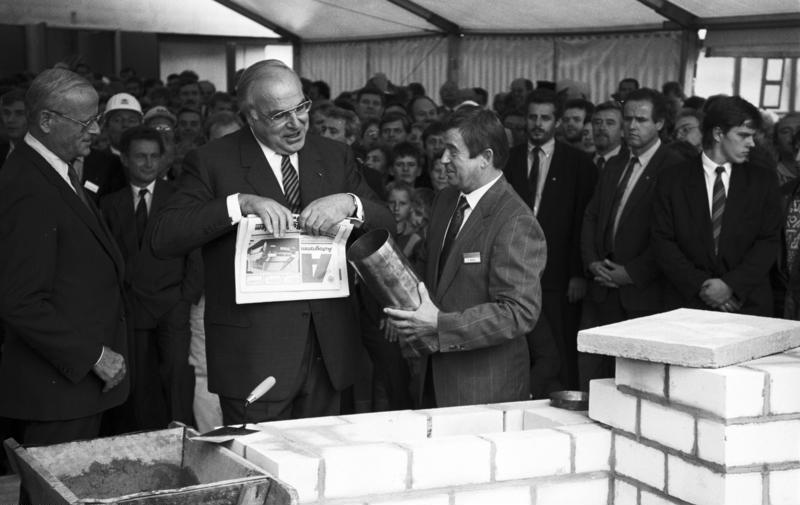
Helmut Kohl e Carl Hahn alla cerimonia di posa della prima pietra dell'impianto di Zwickau-Mosel.

Sotto la sua presidenza la VW fu coinvolta in una colossale frode sul mercato dei cambi, che si stima sia costata all'azienda 473 milioni di marchi. I revisori legali della Deutsche Treuhand, chiamati ad investigare dalla VW, tuttavia non riscontrarono irregolarità nell'operato di Hahn e dei membri del consiglio di gestione, additando nel direttore finanziario Rolf Selowski il responsabile della vicenda.
Nel 1987 Hahn commissionò a Hans Mommsen e a Manfred Grieger la redazione della storia della Volkswagen a partire dalla sua fondazione, risalente al 1937. Uno degli intenti dichiarati di questo importante progetto di ricerca era analizzare il ruolo avuto dalla compagnia nel periodo bellico e le responsabilità della compagnia nell'utilizzo di manodopera proveniente dai campi di prigionia, di concentramento e di sterminio. Il lavoro di Mommsen e Geiger, che poterono avvalersi degli archivi aziendali, condusse alla redazione dell'opera intitolata "Das Volkswagenwerk und Seine Arbeiter im Dritten Reich" (ECON Verlag, Düsseldorf, 1996 ISBN 978-3430167857).
Nei primi anni '90, sebbene il fatturato della VW fosse più che raddoppiato, i risultati economici erano ritenuti insoddisfacenti a causa degli elevati costi di produzione e di sviluppo. Conseguentemente Ferdinand Piëch venne nominato Chief Executive Officer in sostituzione di Hahn nel 1993. Hahn venne trasferito nel consiglio di sorveglianza del gruppo, dove rimase sino al 1997.
Tra il 1993 e il 1996 fece parte del consiglio di amministrazione della Adolph Saurer AG.
Ha ricoperto incarichi nei consigli di sorveglianza di diverse società multinazionali, quali Bata, Benetton, British Petroleum, Commerzbank, DAF, Gerling, Paccar, ThyssenKrupp, TRW e Perot Systems.
Carl Horst Hahn viveva a Wolfsburg e ricopriva l'incarico di Senior Advisor presso la compagnia di investimenti General Capital Group.

## Riconoscimenti
Carl Hahn è stato cittadino onorario di Wolfsburg dal 1977, della sua città natale Chemnitz dal 1994, di Zwickau dal 1998.
Nel 1989 ha ricevuto l'Ordine al merito della Repubblica austriaca per servigi resi alla Repubblica austriaca.
La Audi AG lo ha nominato il 1 gennaio 1993 presidente onorario del consiglio di sorveglianza.
Dal 2002 è stato professore onorario presso l'università di scienze applicate di Zwickau (Westsächsische Hochschule Zwickau) e presso l'università di stato kirghisa delle costruzioni dei trasporti e di architettura (Кыргызский Государственный Университет Строительства, Транспорта и Архитектуры). Dal 1987 è membro onorario del senato accademico dell'Università tecnica di Braunschweig (Technische Universität Braunschweig).
Gli è stata inoltre conferita nel 1986 la medaglia di stato della Bassa Sassonia (Niedersächsische Landesmedaille).
Nel 2018 è stato nominato personalità dell'anno dal settimanale cinese China Newsweek (中国新闻周刊), in riconoscimento del ruolo svolto nello sviluppo dell'industria automobilistica della Repubblica Popolare Cinese.